# Tris(hidroximetil)fosfina
La tris(hidroximetil)fosfina es el compuesto organofosforado con la fórmula P(CH2OH)3. Es un sólido blanco. El compuesto es multifuncional y consta de tres grupos funcionales alcohol y una fosfina terciaria. Se prepara tratando el cloruro de tetrakis(hidroximetil)fosfonio con una base fuerte:
[P(CH2OH)4]Cl + NaOH → P(CH2OH)3 + H2O + H2C=O + NaCl
El compuesto se puede preparar a gran escala utilizando trietilamina como base y como disolvente.

## Reacciones
El compuesto forma complejos con una variedad de metales. Estos complejos muestran cierta solubilidad en agua, pero más en metanol. El compuesto se descompone violentamente en fosfina y formaldehído al intentar destilarlo. En el aire se oxida hasta convertirse en óxido.
Al calentarlo con hexametilentetramina, se convierte en triazafosfaadamantano.